# Acoustic (альбом Джона Леннона)
Acoustic — альбом-компіляція демозаписів, студійних і живих виступів Джона Леннона, що складаються з треків під акустичну гітару, який вийшов у 2004 році. Хоча він не потрапив до хіт-параду у Великій Британії, Acoustic досяг 31 місця у США з накладом 27 858 копій, ставши найкращим посмертним релізом Джона Леннона у США з часів альбому-саундтреку 1988 року Imagine: John Lennon. Він провів вісім тижнів у чарті.
Відповідно до загальної тематики альбому, буклет містить тексти пісень і гітарні акорди до кожного треку, а також акордовий покажчик на останній сторінці.

## Відгуки критиків
Альбом отримав багато схвальних відгуків як від критиків, так і від шанувальників, оскільки дев'ять з шістнадцяти треків раніше виходили на бокс-сеті John Lennon Anthology 1998 року, а решта сім записів були доступні на кількох різних бутлеґах протягом багатьох років.

## Трек-лист
| #   | Назва                              | Тривалість |
| --- | ---------------------------------- | ---------- |
| 1.  | «Working Class Hero»               | 3:58       |
| 2.  | «Love»                             | 2:30       |
| 3.  | «Well Well Well»                   | 1:14       |
| 4.  | «Look at Me»                       | 2:49       |
| 5.  | «God»                              | 2:38       |
| 6.  | «My Mummy's Dead»                  | 1:13       |
| 7.  | «Cold Turkey»                      | 3:26       |
| 8.  | «The Luck of the Irish»            | 3:41       |
| 9.  | «John Sinclair»                    | 3:22       |
| 10. | «Woman Is the Nigger of the World» | 0:39       |
| 11. | «What You Got»                     | 2:24       |
| 12. | «Watching the Wheels»              | 3:04       |
| 13. | «Dear Yoko»                        | 4:05       |
| 14. | «Real Love»                        | 4:00       |
| 15. | «Imagine»                          | 3:08       |
| 16. | «It's Real»                        | 1:04       |

Примітки до трек-листа
- Треки 1-2, 4, 8-10, 12 та 15-16 вперше вийшли на альбомі John Lennon Anthology.[5]
- Треки 1-6 взяті з сесій John Lennon/Plastic Ono Band.[6]
- Трек 7 взято з домашнього демо, вересень 1969 року.[7]
- Треки 8 і 9 взяті з благодійного концерту Джона Сінклера (1971).[8]
- Трек 10 взято з домашнього запису (1972).[8]
- Трек 11 взято з репетицій у червні 1974 року.[8]
- Треки 12-14 взяті з домашніх записів (1980).[8]
- Трек 15 взято з живого виступу в Apollo.[8]
- Трек 16 взято з домашніх записів (1979).[8]